# Phineas Gage
Phineas P. Gage, född omkring 9 juli 1823, död 21 maj 1860, var en amerikan som arbetade som förman vid järnvägsbyggen, och som idag är ihågkommen för att mot alla odds ha överlevt en olycka, där en järnstång drevs rakt igenom hans huvud. Detta förstörde stora delar av hans vänstra frontallob, och skadan beskrevs ha påverkat hans personlighet och beteende. Effekterna var så stora att hans vänner "inte längre såg honom som Gage". Dessa personlighetsförändringar gav forskare vid tiden en indikation om vilka funktioner frontalloben har.
Gages historia, som en gång kallades "det fall som mer än alla andra beräknas väcka vår förundran, urholka värdet av prognoser, och till och med omstörta våra fysiologiska läror" påverkade resonemangen som fördes om hjärnan på 1800-talet, och då huvudsakligen kring hjärnfunktionernas placering. Han var kanske det första fall som pekade på att skador på vissa delar av hjärnan kan påverka personligheten och beteenden.
Historien om Gage har varit viktig inom neurologi, psykologi, och relaterade discipliner, och nämns ofta i böcker och uppsatser. Han har även fått viss betydelse inom populärkulturen. I kontrast till detta relativa kändisskap är den totala kunskapen om fallet ganska liten vilket har resulterat i att händelsen citerats vid många tillfällen, till stöd för flera olika teorier om hjärnan och psyket, som helt motsäger varandra. En undersökning av publicerade redogörelser har visat att även moderna vetenskapliga presentationer av Gage ofta är förvrängda, överdrivna och ibland helt motsägande etablerad fakta.
En daguerrotyp av Gage, "snygg [...] välklädd och trygg, till och med stolt," där han håller den järnstång som skadade honom, återfanns år 2009. En forskare menar att den överensstämmer med hypotesen om social återhämtning, som menar att Gages allvarligaste personlighetsförändring kanske bara varade en kortare period efter olyckan, och att han senare i livet var långt mer fungerande och socialt välanpassad än vad man tidigare har trott. Ett andra porträtt (till höger) återfanns år 2010.

## Olyckan
Den 13 september 1848 var 25-årige Gage förman över ett arbetslag som sprängde stenar medan de förberedde för Rutland Railway utanför staden Cavendish, Vermont. Efter att ett hål, nästan 4 cm i diameter och närmare 2 meter djupt, borrats i en sten var en av Gages uppgifter att tillsätta krut, stubin och sand, och sedan pressa samman detta i hålet med en stor järnstång. 16.30, kanske för att sanden inte hade tagits med,
| ” | exploderade krutet, vilket drev ett instrument, som han då använde, 3,2 centimeter i diameter och över en meter långt, genom hans huvud. Järnet gick in på sidan av hans ansikte [...] passerade bakom vänstra ögat och ut genom toppen på huvudet. | „ |

Stången, som vägde 6 kg, sades ha landat omkring 25 meter bort "klädd med blod och hjärna". Gage talade, häpnadsväckande nog, inom några få minuter, och gick med lite eller ingen hjälp. Han satt upprätt i en vagn under den dryga kilometern långa turen till staden. Den första läkaren som anlände var Dr. Edward H. Williams:
| ” | Först märkte jag skadan på huvudet innan jag gick från min vagn, och hjärnans pulseringar var väldigt tydliga. Medan jag undersökte hans skada berättade Mr. Gage för åhörarna om hur han hade skadats. Jag trodde inte hans historia då, utan trodde att han lurats. Han fortsatte att hävda att stången gick rakt genom hans huvud. Mr. G. reste sig upp ock kräktes; själva kräkandet pressade ut omkring en halv tekopp av hjärnan, som föll ner på golvet. | „ |
| – | |   |

Drygt en timme senare tog Dr. John Martyn Harlow över:
| ” | Du måste ursäkta mig för att här säga, att den bild som presenterades var, till en som inte var van vid militära operationer, verkligen hemska; patienten bar dock sitt lidande med den mest heroiska principfasthet. Han kände igen mig omedelbart, och sade att han hoppades att han inte var allvarligt skadad. Han verkade vara vid perfekt medvetande, men blev uttröttad av blödningen. Pulsen låg på 60, helt vanligt. Hans person, och sängen på vilken han låg, var bokstavligt talat bara en blodig röra. | „ |

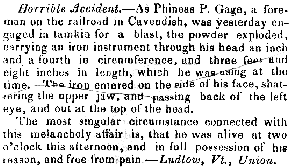
Boston Post från 21 september 1848

Trots Harlows skickliga vårdnad var Gages återhämtning lång och svår. Tryck på hjärnan lämnade honom i halv koma från den 23 september till 3 oktober, och han talade "sällan om han inte blev tilltalad, och svarade bara enstavigt. Vänner och besökare väntade hans död, och hade hans kista och kläder redo". Den 7 oktober lyckades dock Gage resa sig själv och tog ett steg till sin stol. En månad senare gick han upp och ner för trappor, omkring i huset, och när Harlow var frånvarande i en vecka, var Gage på gatan varje dag förutom på söndagen. Han ville återvända till New Hampshire, och trots att han fick feber, kände han sig i mitten av november bättre i alla avseenden, och kände ingen smärta i huvudet. Harlow menade att Gage såg ut att återhämta sig, om han kunde kontrolleras.

## Senare liv och resor
Den 25 november var Gage tillräckligt stark för att återvända till sitt föräldrahem i New Hampshire, där han i slutet av december tillfrisknade både mentalt och fysiskt. I april 1849 återvände han till Cavendish och besökte Harlow, som vid tillfället noterade att Gage hade förlorat syn och led av ptos på vänstra ögat, hade ett stort ärr i pannan, och "på toppen av huvudet [...] ett stort hål, 5 centimeter djupt och en och en halv centimeter brett, under vilka hjärnans pulseringar kan kännas. Partiell förlamning på ansiktets vänstra sida." Trots detta var "hans fysiska hälsa god, och jag är beredd att han säga att han hade återhämtat sig. Ingen smärta i huvudet, men säger att han har en egendomlig känsla som inte kan beskriva."
Gage kunde inte återvända till järnvägsarbetet, och Harlow sade, att Gage för en tid arbetade vid Barnum's American Museum i New York , även om det inte finns oberoende bekräftelse för detta. Nyligen har dock bevis kommit fram som stödjer Harlows påståenden att Gage gjorde publika framträdanden i större städer i New England. Han arbetade senare i ett hyrstall i Hanover, New Hampshire samt under några år i Chile som diligenschaufför mellan Valparaiso–Santiago. Efter att hans hälsa blev sämre omkring 1859 lämnade han Chile och for till San Francisco, där han återhämtade sig under sin mors och systers omvårdnad. Under de påföljande månaderna arbetade han som bonde i Santa Clara.

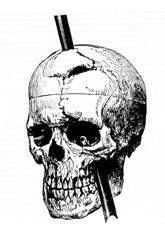
"Bild över frontala och laterala delarna av kraniet, som visar den riktning som järnet gick på..."

## Död och senare resor
I februari 1860 fick Gage den första av ett antal allt allvarligare konvulsioner, och han dog i eller nära San Francisco den 21 maj, något mindre än tolv år efter olyckan. Han begravdes i San Franciscos Lone Mountain Cemetery. 1866 fick Harlow reda på ungefär var Gage hade varit och började brevväxla med hans familj, som fortfarande befann sig i San Francisco. På hans begäran öppnade de Gages grav tillräckligt länge för att kunna ta bort skallen, som senare skickades till Harlow i New England. Omkring ett år efter olyckan hade Gage tillåtit järnpålen att placeras i Harvard Medical School's Warren Anatomical Museum, men han tog senare tillbaka den och (enligt Harlow) hade han den som "konstant följeslagare under återstoden av sitt liv; efter hans död följde den med skallen till Harlow. Efter att ha studerat sin andra avhandling, från 1868, återförde Harlow järnet, tillsammans med skallen, till Warren Museum, där de fortfarande finns till allmän beskådan. Järnet har följande inskrift:
| ” | Det här är den stång som sköts genom huvudet på Mr Phinehas [sic] P. Gage i Cavendish, Vermont, 14 september [sic] 1848. Han återhämtade sig helt från skadan och lämnade stången i Museum of the Medical College of Harvard University. Phinehas [sic] P. Gage Lebanon Grafton Cy N-H 6 januari 1850. | „ |

 Lång tid senare flyttades Gages huvudlösa kvarlevor till Cypress Lawn Cemetery som en del av en systematisk omplacering av San Franciscos döda till nya viloplatser utanför stadens gränser.

## Hjärnskada och mentala förändringar
Betydande hjärnskador är ofta fatala, men Harlow menade att Gage var "perfekt man för händelsen. Hans fysik, vilja och uthållighetskapacitet kan knappast överträffas. Icke desto mindre måste den förstörda hjärnvävnaden ha varit substantiell (om man inte bara beräknar det initiala traumat utan även den påföljande infektionen) även om det började debatteras huruvida detta var i båda frontalloberna, eller huvudsakligen den vänstra, i de första doktorsavhandlingarna som skrevs om Gage.
En studie från 1994 av Damasio et. al kom fram till att det fanns skador på frontalloberna på båda sidor, men en studie från 2004 av Ratiu et. al. (baserat på datortomografiscanningar av Gages skalle, och en videorekonstruktion av järnen som går genom huvudet) bekräftar Harlows slutsats. att den högra hemisfären var intakt
Neurologen Antonio Damasio använde Gage för att illustrera en hypotetisk länk mellan frontalloberna, känslor och praktiskt beslutstagande. Men alla teorier om Gage möter svårigheten att skadans graden, tillståndet och varaktigheten på skadans effekter på hans mentala tillstånd är väldigt osäkra. Det finns faktiskt väldigt lite känt om hur Phineas var både före och efter sin skada. De mentala förändringarna som beskrevs efter hans död var mycket mer dramatiska än något som rapporterades när han fortfarande levde. I sin rapport från 1848, när Gage just färdigställt sitt fysiska återhämtande, hade Harlow bara antytt om möjliga psykologiska symtom:
"Patientens mentala manifestationer lämnar jag till en framtida kommunikation. Jag tror att fallet...blir allt mer intressant för den upplysta fysiologen och intellektuella filosofen." Efter att ha observerat Gage under flera veckor år 1849 gick Henry Jacob Bigelow, professor i kirurgi vid Harvard, så långt som att säga att Gage var "ganska återhämtad i både kroppen och psyket", med "oansenliga funktionella störningar".
Av de få tillgängliga primärkällor, är Harlows presentation från 1868 den mest informativa, och trots vissa fel i dateringen verkar det inte finnas några tvivel om dess allmänna tillförlitlighet. Det finns forskning som säger att Gages beteende mot slutet av hans liv var väldigt olikt beteendet kort efter olyckan.